# 시튼 홀 대학교

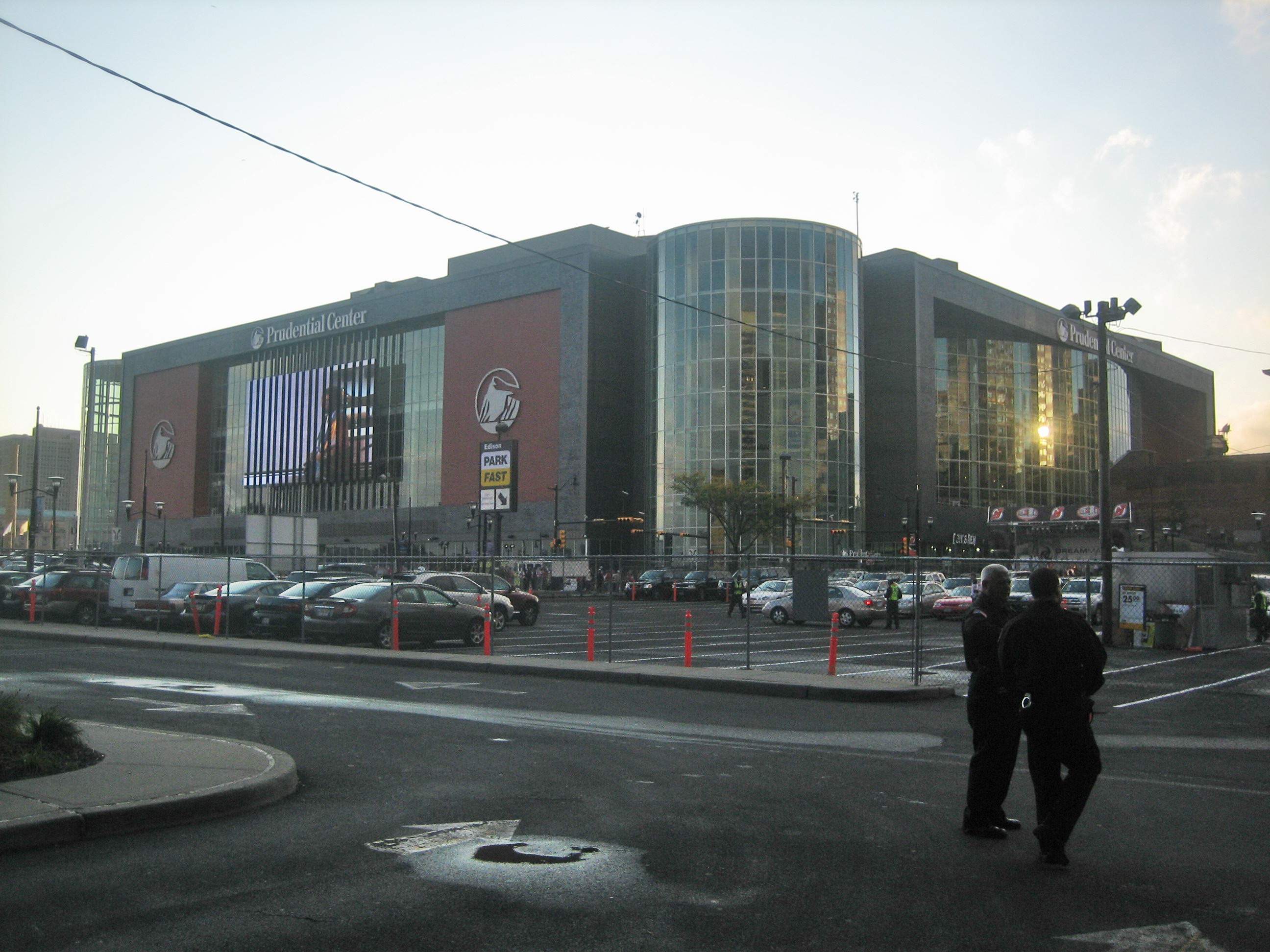

시튼 홀 대학교(Seton Hall University, SHU)는 미국 뉴저지주 사우스오렌지에 위치한 사립 가톨릭 연구형 대학이다. 1856년에 제임스 루즈벨트 베일레이가 설립했으며 그의 고모 엘리사벳 앤 시튼의 이름을 따서 교명이 정해졌다. 시튼 홀은 미국에서 가장 오래된 교구 대학교이다.